# Magda Apanowicz
Magda Apanowicz (Vancouver, Colúmbia Britânica, 8 de novembro de 1985) é uma atriz canadense, conhecida por seus papéis como Andy Jensen na série de televisão Kyle XY, Lacy Rand em Caprica e Kathy em Hellcats.

## Biografia
Apanowicz é filha de Cas Apanowicz, e tem um irmão, Conrad e uma meia irmã, Sheyla. Ela é descendente de polonês e morou um ano na Polónia.
Apanowicz começou a interessar em atuar com apenas 10 anos, depois que seu irmão apresentou-se a Pulp Fiction. Ela começou sua carreira em 2002, com breves aparições em série de TV como Jeremiah e John Doe. De 2007 a 2009, ela desempenhou o papel de Andy Jensen em Kyle XY. Em 2008 ela estrelou o filme Every Second Counts.
Em 2009 foi escalada como Lacy Rand na série Caprica  ao lado de Eric Stoltz. Em 2012, ela estrelou a segunda temporada da web série Husbands.

## Carreira
| Ano  | Título                        | Papel                   | Notas          |
| ---- | ----------------------------- | ----------------------- | -------------- |
| 2003 | Sweet Lullaby                 | Julie                   | Curta-metragem |
| 2004 | The Butterfly Effect          | Garota Punk adolescente |                |
| 2004 | Riverburn                     |                         | Curta-metragem |
| 2006 | Slither                       | Amiga                   |                |
| 2006 | Holiday Wishes                | Dodie Bradley           | Filme de TV    |
| 2007 | Devil's Diary                 | Ursula Wilson           | Filme de TV    |
| 2008 | Every Second Counts           | Brooke Preston          | Filme de TV    |
| 2010 | Bond of Silence               | Angie                   | Filme de TV    |
| 2011 | Snowmageddon                  | Jennifer Miller         | Filme de TV    |
| 2012 | Dead Souls                    | Emma                    |                |
| 2012 | The 12 Disasters of Christmas | Jacey                   | Filme de TV    |
| 2013 | The Toyman Killer             | Christine Solter        | Filme de TV    |
| 2013 | The Green Inferno             | Samantha                |                |
| 2013 | A Reason                      | Serena Hilgrim          |                |

| Ano  | Título               | Papel            | Notas                                                         |
| ---- | -------------------- | ---------------- | ------------------------------------------------------------- |
| 2002 | Jeremiah             | Garota (jovem)   | Episódio: "And the Ground, Sown with Salt"                    |
| 2002 | John Doe             | Modelo perfurada | Episódio: "Low Art"                                           |
| 2004 | Cold Squad           | Kassia Harper    | 3 episódios (2004-2005)                                       |
| 2006 | The L Word           | Garota           | Episódio: "Lost Weekend"                                      |
| 2006 | Renegadepress.com    | Alex Young       | 25 episódios (2006-2008)                                      |
| 2007 | Bionic Woman         | Heaven Von Fleet | Episódio: "Sisterhood"                                        |
| 2007 | Kyle XY              | Andy Jensen      | 24 episódios (2007-2009)                                      |
| 2008 | The Andromeda Strain | Suzie Travis     | Episódio: "1.1"                                               |
| 2009 | Caprica              | Lacy Rand        | 17 episódios (2009-2010)                                      |
| 2010 | Team Unicorn         | Zombie/Caroler   | Episódio: "A Very Zombie Holiday"                             |
| 2010 | Hellcats             | Kathy            | 6 episódios (2010-2011)                                       |
| 2011 | Team Unicorn         | Beach Babe       | Episódio: "Alien Beach Crashers"                              |
| 2011 | Robot Chicken        | Gladys (voz)     | Episódio: "The Curious Case of the Box"                       |
| 2012 | Holliston            | Goblin           | Episódio: "Weekend of Horrors: Parte 2"                       |
| 2012 | Husbands             | Artista          | Episódios: "Appropriate Is Not the Word", "The Straightening" |
| 2013 | King & Maxwell       | Patty Russo      | Episódio: "Wild Card"                                         |
| 2013 | Continuum            | Emily            | 8 episódios                                                   |